# Ohanes
Ohanes – gmina w Hiszpanii, w prowincji Almería, w Andaluzji, o powierzchni 32,41 km². W 2011 roku gmina liczyła 714 mieszkańców.